# Бендарґово (Поморське воєводство)
Бендарґово (пол. Będargowo, нім. Bendargau) — село в Польщі, у гміні Шемуд Вейгеровського повіту Поморського воєводства.
Населення — 417 осіб (2011).
У 1975-1998 роках село належало до Гданського воєводства.

## Демографія
Демографічна структура станом на 31 березня 2011 року:
|          | Загалом | Допрацездатний вік | Працездатний вік | Постпрацездатний вік |
| -------- | ------- | ------------------ | ---------------- | -------------------- |
| Чоловіки | 224     | 61                 | 145              | 18                   |
| Жінки    | 193     | 52                 | 107              | 34                   |
| Разом    | 417     | 113                | 252              | 52                   |